# 115P/Maury
115P/Maury – kometa krótkookresowa, należąca do rodziny Jowisza.

## Odkrycie
Kometa została odkryta 16 sierpnia 1985 roku w Obserwatorium Palomar w Kalifornii przez Alaina Maury’ego.

## Orbita komety i właściwości fizyczne
Orbita komety 115P/Maury ma kształt elipsy o mimośrodzie 0,52. Jej peryhelium znajduje się w odległości 2,04 j.a., aphelium zaś 6,48 j.a. od Słońca. Jej okres obiegu wokół Słońca wynosi 8,79 roku, nachylenie do ekliptyki to wartość 11,69˚.
Jądro tej komety ma rozmiary 2,22 km.